# Aniceto do Império
Aniceto do Império (Rio de Janeiro, 1912 — Rio de Janeiro, 1993) est un musicien et chanteur brésilien de partido-alto et l'un des fondateurs de l'école de samba Império Serrano.
La chanteuse Dona Ivone Lara a déclaré :

« Quiconque entend Aniceto chanter un partido-alto n'oublie pas ses racines. C'est notre professeur. C'est un parent pour moi. »

## Discographie
Liste établie d'après le Dicionário Cravo Albin da Música Popular Brasileira :
- Quem samba fica (LP, 1977)
- O partido-alto de Aniceto & Campolino (LP, Femurj/MIS, 1977)
- Os bambas do partido alto (compilation, Soma/Sigla, 1978)
- Partido alto nota 10 (LP, CID, 1984)